# Mario Pardo Rodríguez
Mario Pardo Rodríguez (Berga, Berguedà, 16 d'abril de 1944) és un actor català.

## Biografia
Va fer estudis d'interpretació a l'Escola Oficial de Cinematografia de Madrid. La seva carrera artística es va iniciar com a afeccionat al Teatro Español Universitario mentre cursava estudis de Filosofia i Lletres a la Universitat de Salamanca, arribant a aconseguir el Premi Unamuno per la seva labor.
Va debutar al cinema en 1969 amb un paper a Del amor y otras soledades, de Basilio Martín Patino. Enquadrat en papers de repartiment, en la seva filmografia figuren, entre d'altres, títols com La decente, de José Luis Sáenz de Heredia, La cólera del viento (1971), de Mario Camus, Clara es el precio (1974), de Vicente Aranda, Manuela (1975), de Gonzalo García Pelayo, El Love Feroz o Cuando los hijos juegan al amor (1973) de José Luis García Sánchez, La fuga de Segovia (1981), de Imanol Uribe, La colmena, de Mario Camus, El hermano bastardo de Dios (1986), de Benito Rabal, ¡Biba la banda! (1987), de Ricardo Palacios, Don Juan en los infiernos (1992), de Gonzalo Suárez i Makinavaja, el último choriso (1992), de Carlos Suárez, Agujeros en el cielo de Pedro Mari Santos el 2004, La daga de Rasputín, de Jesús Bonilla en 2011, Cuando dejes de quererme en 2018.
En televisió va ser especialment celebrada la seva recreació del personatge del tímid Maximiliano Rubín a Fortunata y Jacinta (1980). Amb posterioritat ha intervingut a Los desastres de la guerra (1983), El mayorazgo de Labraz (1983), Lorca, muerte de un poeta (1987), Pedro I, el Cruel (1989), Makinavaja (1995-1997) —interpretant a Mojamé—, El secreto de la porcelana (1999) i, des de 2003, a les successives temporades de Cuéntame cómo pasó.
En 2010 apareix a la sèrie de Tele 5 Tierra de lobos, interpretant a Damián Valdés, pare del personatge de María Castro. A l'inici de l'any també va participar en la minisèrie Adolfo Suárez, el presidente, emesa en Antena 3, on interpretava al militar Manuel Gutiérrez Mellado.
Té un germà anomenat Alfredo que és pintor. 